# Max Fenger
Max Fenger, född 7 augusti 2001, är en dansk fotbollsspelare som spelar för IFK Göteborg.

## Karriär
I mars 2023 lånades Fenger ut av OB till Mjällby AIF på ett 4-månaders låneavtal. I juli 2023 förlängdes låneavtalet över resten av säsongen.
Den 14 februari 2025 skrev han på ett treårskontrakt med IFK Göteborg. Han gjorde sina två första mål för klubben i en 4-3-vinst mot Djurgården i februari 2025.